# Северноказахстанска област
Северноказахстанска област (каз. Солтүстік Қазақстан облысы, рус. Северо-Казахстанская область) је област на северу Казахстана, на граници са Русијом. Главни град области је Петропавловск. Становништво области чине Руси (48,25%), Казаси (33,89%), Украјинци (5,55%) и остали.